# Жодейко, Леонид Фролович
Леонид Фролович Жодейко (1826—1878), Жадейко — русский живописец-портретист и поэт, последователь «позднего академизма», видная фигура в петербургской живописи пореформенной эпохи, автор популярных романсов; сын почвоведа Флора Жодейко, ученик Сергея Зарянко и Алексея Маркова. Академик Императорской Академии художеств (с 1858).

## Биография
Родился 14 (26) августа 1826 года — старший сын Ф. А. Жодейко.
Учился живописи у портретиста С. К. Зарянко в Москве. Обучался в Императорской Академии художеств (1848—1854) у А. Т. Маркова.
Получил звание «назначенного в академики» (1857) за представленные работы по перспективной живописи. В 1858 году за картину «Умывающаяся девушка» получил звание академика.
С середины 1850-х годов участник ежегодных академических выставок. Писал в основном портреты: Магомета Али-Ага, секретаря персидского посольства (ок. 1855), «Молодая женщина» (1856), князя К. А. Суворова-Рымникского (ок. 1860), «Неизвестная» (1865), князя В. В. Волконского (1869), «Женский портрет» (1871), поэта Я. П. Полонского (1875), г-жи Куликовой (1877) и много других. Он также автор целого ряда портретов-типов, многочисленных детских и женских головок.
Жодейко умер в петербургской Александровской больнице на Фонтанке 20 ноября (2 декабря) 1878 года, согласно Ф. Булгакову (в справочнике «Наши художники», 1889) — «после тяжелой и продолжительной болезни, в крайней бедности».
- Работы Л. Ф. Жодейко
- Портрет молодой женщины (холст, масло) Музей искусств Азербайджана
- Портрет молодой женщины
- Женский портрет
- Так называемая «Елена Палеолог». 1874[3]